# 6 giorni sulla Terra
6 giorni sulla Terra è un film di fantascienza del 2011 diretto da Varo Venturi.
Il lungometraggio, girato sia in lingua inglese che in lingua italiana, ha per protagonisti Massimo Poggio, Laura Glavan e Marina Kazankova e vede la partecipazione tra gli altri di Giovanni Visentin, Ludovico Fremont, Francesca Schiavo e Pier Giorgio Bellocchio.
La pellicola, ispirata alle teorie pseudoscientifiche dell'ufologo Corrado Malanga, è stata selezionata per partecipare al 33º Festival Internazionale del Cinema di Mosca.

## Trama
(Hexabor di Ur)
Roma. Il professor Davide Piso è un intraprendente scienziato e ufologo che studia da anni il fenomeno dei rapimenti alieni (le cosiddette "alien abductions"). Egli giunge alla conclusione che, durante questi rapimenti, una pluralità di razze aliene presenti da millenni sulla Terra impianta i propri ricordi e personalità nel cervello delle persone rapite sia per usarle come contenitori da abitare in incognito sia per usufruire di quell'ambìta energia presente nell'uomo (e di cui gli alieni sono privi) la quale è definita dal professor Piso con il termine di "anima".
Agendo con un ingenuo e passionale ideale di salvare l'umanità, il professore, assieme alla sua capace e fedele équipe, sviluppa una straordinaria e temeraria tecnica ipnotica con la quale, oltre a fare rivivere ai rapiti le loro spaventose esperienze, egli riesce a comunicare direttamente con i parassiti alieni, per poi scacciarli dal corpo che occupano.
Tutto cambia quando entra in scena Saturnia, seducente diciottenne che afferma di essere un'addotta, ossia una persona rapita dagli alieni. L'adolescente esercita una particolare attrazione sull'accademico, il quale da parte sua non rimane insensibile al fascino della ragazza. Durante la seduta ipnotica, egli si ritrova così di fronte a un caso imprevisto e molto simile a quello di una tradizionale possessione demoniaca. Posta sotto ipnosi, Saturnia rimane permanentemente nello stato di trance, dal quale il professore non riesce quindi più a farla uscire. In tale stato la personalità dell'adolescente lascia il posto a una potentissima e temibilissima entità aliena che dichiara di chiamarsi Hexabor di Ur. Hexabor afferma altresì di discendere da remote divinità mesopotamiche e di essere il primo alieno in grado di potere abitare definitivamente e stabilmente in un corpo umano mantenendo nel contempo il pieno controllo dell'energia animica e riuscendo dunque nell'impresa di condurre la sua specie all'incarnazione definitiva. Operazione, questa, che l'alieno definisce essere il "grande progetto".
Dopo avere sedato l'adolescente in trance con l'uso di potenti droghe, il gruppo di ricerca scopre che Saturnia appartiene a una potente famiglia dell'aristocrazia nera, i Gotha-Varano, i quali, oltre a essere noti satanisti, proclamano di discendere dalle più altolocate stirpi regnanti sin dalla notte dei tempi includendo nel loro lignaggio faraoni egizi, cesari, imperatori francesi e tedeschi. I Gotha-Varano sono anche dediti all'esoterismo e agiscono in collusione con sette massoniche, nobiltà europea, ordini religiosi operanti nei più alti livelli del Vaticano, servizi segreti e forze militari, tutti accomunati dallo scopo di favorire e promuovere con ogni mezzo il "grande progetto" dell'alieno. Si scopre pertanto che Saturnia era stata specificamente concepita per, e destinata ad, accogliere l'ospite extraterrestre. Onde evitare che il "grande progetto" sia coronato dal completo successo, il professore e i suoi collaboratori cercano di trovare una soluzione per espellere il parassita alieno dal corpo di Saturnia. L'adolescente viene perciò trattenuta, nascosta e sedata continuamente dai ricercatori al fine di acquistare tempo prezioso con la speranza di trovare nel mentre il modo per liberare la ragazza dal parassita. I Gotha-Varano si attivano per denunciare il rapimento della loro figlia prediletta da parte dell'accademico. Questi è di conseguenza trascinato in un avventuroso intrigo internazionale della durata di sei giorni insieme alla sua équipe scientifica, mentre vengono braccati dai servizi segreti di mezzo mondo e dalle forze di polizia della città eterna, in corsa contro il tempo e continuamente minacciati dal potere seduttivo e manipolatore di Hexabor. Ed è proprio nella Roma ecclesiastica che un enigmatico esorcista gesuita aiuta il professore a trovare un rivoluzionario espediente, una sorta di esorcismo tecnologico, in grado di liberare Saturnia e tutta l'umanità dal pericolo alieno.

## Produzione

### Cameo
Nella scena della presentazione iniziale del dottor Piso appare in un cameo Corrado Malanga, sostenitore delle teorie del complotto sugli UFO a cui il film si ispira. Nella medesima scena è presente anche un cameo di Adriano Forgione (direttore del mensile Hera), nel ruolo di un prete che assiste alla presentazione del dottor Piso.